# Équipe du Danemark de football à la Coupe du monde 1998
L'équipe du Danemark de football est quart de finaliste de la Coupe du monde 1998, organisée en France du 10 juin au 12 juillet 1998. En dehors du titre de champion d'Europe en 1992, c'est la meilleure performance d'une sélection danoise dans un tournoi majeur au cours du XXe siècle.

## Qualifications

### Zone Europe - groupe 1[1]
| 01-09-1996 | Grèce              | Danemark           | 0-0 |
| 09-10-1996 | Danemark           | Croatie            | 3-1 |
| 29-03-1997 | Bosnie-Herzégovine | Danemark           | 3-0 |
| 30-04-1997 | Danemark           | Bosnie-Herzégovine | 2-0 |
| 08-06-1997 | Danemark           | Slovénie           | 4-0 |
| 20-08-1997 | Croatie            | Danemark           | 1-1 |
| 10-09-1997 | Danemark           | Grèce              | 2-1 |
| 11-10-1997 | Slovénie           | Danemark           | 0-2 |

#### Classement
|   | Équipe             | pts | J | G | N | P | b.p. | b.c. | diff. |
| - | ------------------ | --- | - | - | - | - | ---- | ---- | ----- |
| 1 | Danemark           | 17  | 8 | 5 | 2 | 1 | 14   | 6    | +8    |
| 2 | Croatie            | 15  | 8 | 4 | 3 | 1 | 17   | 12   | +5    |
| 3 | Grèce              | 14  | 8 | 4 | 2 | 2 | 11   | 4    | +7    |
| 4 | Bosnie-Herzégovine | 9   | 8 | 3 | 0 | 5 | 9    | 14   | -5    |
| 5 | Slovénie           | 1   | 8 | 0 | 1 | 7 | 5    | 20   | -15   |

La sélection du Danemark termine première de son groupe et se qualifie pour la phase finale de la Coupe du monde, pour la première fois depuis 1986

## Coupe du monde

### Premier tour - groupe C
Le Danemark est versé dans le groupe C avec la France pays organisateur, suivi de l'Arabie Saoudite, et de l'Afrique du Sud.
Le 12 juin à Lens au stade Felix-Bollaert, l'équipe du Danemark fait son entrée dans la compétition contre l'Arabie Saoudite. À cette occasion, le capitaine Michael Laudrup reçoit de la part de son gardien Peter Schmeichel un bouquet de cents roses pour sa centième sélection. Les supporters danois sont nombreux à avoir fait le déplacement pour encourager leur équipe. Le seul but de la partie est inscrit par le défendeur Marc Rieper à la 69e minute, ce dernier reprenant un centre du frère du 
Le 18 juin, l'Afrique du Sud est le deuxième adversaire, ce match sera le théâtre de nombreuses fautes de part et d'autre, l'arbitre Toro Rendon sortira 3 cartons rouges et sept cartons jaunes. Les nordiques seront réduits à 9 contre 10 joueurs sud africains en fin de rencontre. Sur le plan comptable, les Danois accrochent le nul (1-1) une réalisation de Allan Nielsen précédant celle de Bénédict Mc Carthy. La domination sera légèrement nord européenne, les deux formations trouveront une fois chacune le poteau par Laudrup et Fortune.
La sélection de Bo Johansson ne peut contester le statut de favori de ce groupe au onze tricolore futur vainqueur de la compétition. Subissant le jeu, les partenaires de Michael Laudrup s'inclinent assez logiquement, ce dernier transformera d'ailleurs un pénalty à la 42e répondant ainsi à Youri Djorkaeff qui a ouvert la marque en début de rencontre de la même manière. C'est Emanuel Petit qui fera la décision en début de seconde période sur un tir contré par la défense.

#### Arabie Saoudite - Danemark
| Titulaires :            |                      |     |
|                         |                      |     |
| 1                       | Mohammed al-Deayea   |     |
| 2                       | Mohammed al-Jahani   |     |
| 3                       | Mohammed al-Khilaiwi |     |
| 4                       | Abdullah Zubromawi   |     |
| 6                       | Fuad Amin            | 78e |
| 7                       | Ibrahim al-Shahrani  |     |
| 9                       | Sami al-Jaber        | 84e |
| 10                      | Saeed al-Owairan     | 79e |
| 13                      | Hussein Sulimani     |     |
| 14                      | Khalid al-Muwallid   |     |
| 16                      | Khamis al-Owairan    |     |
|                         |                      |     |
| Remplaçants :           |                      |     |
| 8                       | Obeid al-Dosari      | 79e |
| 15                      | Youssef al-Thuniyan  | 84e |
| 20                      | Hamzah Saleh         | 78e |
|                         |                      |     |
| Sélectionneur :         |                      |     |
| Carlos Alberto Parreira |                      |     |

| Titulaires :    |                    |     |
|                 |                    |     |
| 1               | Peter Schmeichel   |     |
| 3               | Marc Rieper        |     |
| 4               | Jes Høgh           |     |
| 2               | Michael Schjønberg |     |
| 6               | Thomas Helveg      |     |
| 14              | Morten Wieghorst   | 65e |
| 10              | Michael Laudrup    |     |
| 11              | Brian Laudrup      | 84e |
| 12              | Søren Colding      |     |
| 19              | Ebbe Sand          |     |
| 21              | Martin Jørgensen   | 73e |
|                 |                    |     |
| Remplaçants :   |                    |     |
| 5               | Jan Heintze        | 84e |
| 7               | Allan Nielsen      | 65e |
| 8               | Per Frandsen       | 73e |
|                 |                    |     |
| Sélectionneur : |                    |     |
| Bo Johansson    |                    |     |

| Titulaires :            |                      |     |
|                         |                      |     |
| 1                       | Mohammed al-Deayea   |     |
| 2                       | Mohammed al-Jahani   |     |
| 3                       | Mohammed al-Khilaiwi |     |
| 4                       | Abdullah Zubromawi   |     |
| 6                       | Fuad Amin            | 78e |
| 7                       | Ibrahim al-Shahrani  |     |
| 9                       | Sami al-Jaber        | 84e |
| 10                      | Saeed al-Owairan     | 79e |
| 13                      | Hussein Sulimani     |     |
| 14                      | Khalid al-Muwallid   |     |
| 16                      | Khamis al-Owairan    |     |
|                         |                      |     |
| Remplaçants :           |                      |     |
| 8                       | Obeid al-Dosari      | 79e |
| 15                      | Youssef al-Thuniyan  | 84e |
| 20                      | Hamzah Saleh         | 78e |
|                         |                      |     |
| Sélectionneur :         |                      |     |
| Carlos Alberto Parreira |                      |     |

| Titulaires :    |                    |     |
|                 |                    |     |
| 1               | Peter Schmeichel   |     |
| 3               | Marc Rieper        |     |
| 4               | Jes Høgh           |     |
| 2               | Michael Schjønberg |     |
| 6               | Thomas Helveg      |     |
| 14              | Morten Wieghorst   | 65e |
| 10              | Michael Laudrup    |     |
| 11              | Brian Laudrup      | 84e |
| 12              | Søren Colding      |     |
| 19              | Ebbe Sand          |     |
| 21              | Martin Jørgensen   | 73e |
|                 |                    |     |
| Remplaçants :   |                    |     |
| 5               | Jan Heintze        | 84e |
| 7               | Allan Nielsen      | 65e |
| 8               | Per Frandsen       | 73e |
|                 |                    |     |
| Sélectionneur : |                    |     |
| Bo Johansson    |                    |     |

#### Afrique du Sud - Danemark
| Titulaires :       |                   |     |
|                    |                   |     |
| 1                  | Hans Vonk         |     |
| 3                  | David Nyathi      | 88e |
| 5                  | Mark Fish         |     |
| 7                  | Quinton Fortune   |     |
| 9                  | Shaun Bartlett    | 77e |
| 10                 | John Moshoeu      |     |
| 11                 | Helman Mkhalele   |     |
| 12                 | Brendan Augustine | 46e |
| 17                 | Benedict McCarthy |     |
| 19                 | Lucas Radebe      |     |
| 21                 | Pierre Issa       |     |
|                    |                   |     |
| Remplaçants :      |                   |     |
| 6                  | Philemon Masinga  | 77e |
| 8                  | Alfred Phiri      | 46e |
| 13                 | Delron Buckley    | 88e |
|                    |                   |     |
| Sélectionneur :    |                   |     |
| Philippe Troussier |                   |     |

| Titulaires :    |                    |     |
|                 |                    |     |
| 1               | Peter Schmeichel   |     |
| 3               | Marc Rieper        |     |
| 4               | Jes Høgh           |     |
| 2               | Michael Schjønberg | 82e |
| 6               | Thomas Helveg      |     |
| 7               | Allan Nielsen      |     |
| 10              | Michael Laudrup    | 58e |
| 11              | Brian Laudrup      |     |
| 12              | Søren Colding      |     |
| 19              | Ebbe Sand          | 58e |
| 21              | Martin Jørgensen   |     |
|                 |                    |     |
| Remplaçants :   |                    |     |
| 5               | Jan Heintze        | 58e |
| 9               | Miklos Molnar      | 58e |
| 14              | Morten Wieghorst   | 82e |
|                 |                    |     |
| Sélectionneur : |                    |     |
| Bo Johansson    |                    |     |

| Titulaires :       |                   |     |
|                    |                   |     |
| 1                  | Hans Vonk         |     |
| 3                  | David Nyathi      | 88e |
| 5                  | Mark Fish         |     |
| 7                  | Quinton Fortune   |     |
| 9                  | Shaun Bartlett    | 77e |
| 10                 | John Moshoeu      |     |
| 11                 | Helman Mkhalele   |     |
| 12                 | Brendan Augustine | 46e |
| 17                 | Benedict McCarthy |     |
| 19                 | Lucas Radebe      |     |
| 21                 | Pierre Issa       |     |
|                    |                   |     |
| Remplaçants :      |                   |     |
| 6                  | Philemon Masinga  | 77e |
| 8                  | Alfred Phiri      | 46e |
| 13                 | Delron Buckley    | 88e |
|                    |                   |     |
| Sélectionneur :    |                   |     |
| Philippe Troussier |                   |     |

| Titulaires :    |                    |     |
|                 |                    |     |
| 1               | Peter Schmeichel   |     |
| 3               | Marc Rieper        |     |
| 4               | Jes Høgh           |     |
| 2               | Michael Schjønberg | 82e |
| 6               | Thomas Helveg      |     |
| 7               | Allan Nielsen      |     |
| 10              | Michael Laudrup    | 58e |
| 11              | Brian Laudrup      |     |
| 12              | Søren Colding      |     |
| 19              | Ebbe Sand          | 58e |
| 21              | Martin Jørgensen   |     |
|                 |                    |     |
| Remplaçants :   |                    |     |
| 5               | Jan Heintze        | 58e |
| 9               | Miklos Molnar      | 58e |
| 14              | Morten Wieghorst   | 82e |
|                 |                    |     |
| Sélectionneur : |                    |     |
| Bo Johansson    |                    |     |

#### France - Danemark
| Match 37                                                  | France                           | 2 - 1   | Danemark                  | Stade de Gerland, Lyon                             |                                                    |
| 24 juin 1998 · 16 h 0 (UTC+1) · Historique des rencontres | Djorkaeff 12e (pen.) · Petit 56e | (1 - 1) | 42e (pen.) M. Laudrup     | Spectateurs : 39 100 Arbitrage : Pierluigi Collina | Spectateurs : 39 100 Arbitrage : Pierluigi Collina |
| 24 juin 1998 · 16 h 0 (UTC+1) · Historique des rencontres | Diomède 53e · Vieira 62e         | Rapport | 65e Colding · 78e Tøfting | Spectateurs : 39 100 Arbitrage : Pierluigi Collina | Spectateurs : 39 100 Arbitrage : Pierluigi Collina |

| France | Danemark |

| FRANCE :        |    |                    |     |     |
|                 |    |                    |     |     |
| Gardien de but  | 16 | Fabien Barthez     |     |     |
|                 | 02 | Vincent Candela    |     |     |
|                 | 08 | Marcel Desailly    |     |     |
|                 | 18 | Frank Lebœuf       |     |     |
|                 | 19 | Christian Karembeu |     |     |
|                 | 17 | Emmanuel Petit     |     | 64e |
|                 | 04 | Patrick Vieira     | 62e |     |
|                 | 13 | Bernard Diomède    | 53e |     |
|                 | 06 | Youri Djorkaeff    |     |     |
|                 | 11 | Robert Pirès       |     | 71e |
|                 | 20 | David Trezeguet    |     | 85e |
| Remplaçants :   |    |                    |     |     |
|                 | 14 | Alain Boghossian   |     | 64e |
|                 | 12 | Thierry Henry      |     | 71e |
|                 | 09 | Stéphane Guivarc'h |     | 85e |
| Sélectionneur : |    |                    |     |     |
| Aimé Jacquet    |    |                    |     |     |

| DANEMARK :      |    |                    |     |        |
|                 |    |                    |     |        |
| Gardien de but  | 01 | Peter Schmeichel   |     |        |
|                 | 05 | Jan Heintze        |     |        |
|                 | 04 | Jes Høgh           |     |        |
|                 | 03 | Marc Rieper        |     |        |
|                 | 13 | Jacob Laursen      |     | 46e MT |
|                 | 07 | Allan Nielsen      |     |        |
|                 | 06 | Thomas Helveg      |     |        |
|                 | 02 | Michael Schjønberg |     |        |
|                 | 10 | Michael Laudrup    |     |        |
|                 | 21 | Martin Jørgensen   |     | 54e    |
|                 | 11 | Brian Laudrup      |     | 75e    |
| Remplaçants :   |    |                    |     |        |
|                 | 12 | Søren Colding      | 65e | 46e MT |
|                 | 19 | Ebbe Sand          |     | 54e    |
|                 | 15 | Stig Tøfting       | 78e | 75e    |
| Sélectionneur : |    |                    |     |        |
| Bo Johansson    |    |                    |     |        |

#### Classement
Le Danemark rejoint les huitièmes de finale comme en 1986.
|   | Équipe          | Pts | J | G | N | P | Bp | Bc | Diff |
| 1 | France          | 9   | 3 | 3 | 0 | 0 | 9  | 1  | +8   |
| 2 | Danemark        | 4   | 3 | 1 | 1 | 1 | 3  | 3  | 0    |
| 3 | Afrique du Sud  | 2   | 3 | 0 | 2 | 1 | 3  | 6  | -3   |
| 4 | Arabie saoudite | 1   | 3 | 0 | 1 | 2 | 2  | 7  | -5   |

| 6  | 12 juin 1998 | Arabie saoudite | 0 - 1 | Danemark        |
| 7  | 12 juin 1998 | France          | 3 - 0 | Afrique du Sud  |
| 21 | 18 juin 1998 | Afrique du Sud  | 1 - 1 | Danemark        |
| 22 | 18 juin 1998 | France          | 4 - 0 | Arabie saoudite |
| 37 | 24 juin 1998 | France          | 2 - 1 | Danemark        |
| 38 | 24 juin 1998 | Afrique du Sud  | 2 - 2 | Arabie saoudite |

### Huitième de finale

#### Nigeria - Danemark
Cette rencontre est l'une des plus ouvertes de ces huitièmes de finale. Les bookmakers de Londres ont toutefois désignés le Nigéria comme favori, en lui attribuant une meilleure cote. Certains surnomme la formation nigériane "le Brésil de l'Afrique". Le Danemark va pour cette rencontre pratiquer l'un de ses meilleurs footballs de son histoire et mettre à distance son adversaire en un quart d'heure, Moeller (3e) et Brian Laudrup (12e) concluent la domination de leur équipe qui a voulu prendre le jeu à son compte d'entrée.
En seconde période, Ebbe Sand (59e) et Thomas Helveg (76e) trouveront à leur tour le chemin des filets. Babandiga (77e) réduira l'écart pour les "super eagels". À la fin de la rencontre, l'entraineur Johansson déclarera « c'est impossible à expliquer, nous avons retrouvé le fameux style danois du mondial 1986 ». Brian Laudrup quant à lui, « c'est inattendu, incroyable, jamais dans l'histoire de notre sélection nous n'avions aussi bien joué ». En atteignant les quarts de finale, la sélection nord européenne réalise sa meilleure performance pour sa deuxième participation à une phase finale de Coupe du monde.
| Titulaires :     |                    |     |
|                  |                    |     |
| 1                | Peter Rufai        |     |
| 3                | Celestine Babayaro |     |
| 4                | Nwankwo Kanu       | 65e |
| 5                | Uche Okechukwu     |     |
| 6                | Taribo West        |     |
| 7                | Finidi George      |     |
| 8                | Mutiu Adepoju      |     |
| 10               | Jay-Jay Okocha     |     |
| 11               | Garba Lawal        | 73e |
| 15               | Sunday Oliseh      |     |
| 20               | Victor Ikpeba      |     |
|                  |                    |     |
| Remplaçants :    |                    |     |
| 9                | Rashidi Yekini     | 65e |
| 13               | Tijjani Babangida  | 73e |
|                  |                    |     |
| Sélectionneur :  |                    |     |
| Bora Milutinović |                    |     |

| Titulaires :    |                  |     |
|                 |                  |     |
| 1               | Peter Schmeichel |     |
| 3               | Marc Rieper      |     |
| 4               | Jes Høgh         |     |
| 5               | Jan Heintze      |     |
| 6               | Thomas Helveg    |     |
| 7               | Allan Nielsen    |     |
| 10              | Michael Laudrup  | 82e |
| 11              | Brian Laudrup    | 77e |
| 12              | Søren Colding    |     |
| 18              | Peter Møller     | 58e |
| 21              | Martin Jørgensen |     |
|                 |                  |     |
| Remplaçants :   |                  |     |
| 8               | Per Frandsen     | 82e |
| 14              | Morten Wieghorst | 77e |
| 19              | Ebbe Sand        | 58e |
|                 |                  |     |
| Sélectionneur : |                  |     |
| Bo Johansson    |                  |     |

| Titulaires :     |                    |     |
|                  |                    |     |
| 1                | Peter Rufai        |     |
| 3                | Celestine Babayaro |     |
| 4                | Nwankwo Kanu       | 65e |
| 5                | Uche Okechukwu     |     |
| 6                | Taribo West        |     |
| 7                | Finidi George      |     |
| 8                | Mutiu Adepoju      |     |
| 10               | Jay-Jay Okocha     |     |
| 11               | Garba Lawal        | 73e |
| 15               | Sunday Oliseh      |     |
| 20               | Victor Ikpeba      |     |
|                  |                    |     |
| Remplaçants :    |                    |     |
| 9                | Rashidi Yekini     | 65e |
| 13               | Tijjani Babangida  | 73e |
|                  |                    |     |
| Sélectionneur :  |                    |     |
| Bora Milutinović |                    |     |

| Titulaires :    |                  |     |
|                 |                  |     |
| 1               | Peter Schmeichel |     |
| 3               | Marc Rieper      |     |
| 4               | Jes Høgh         |     |
| 5               | Jan Heintze      |     |
| 6               | Thomas Helveg    |     |
| 7               | Allan Nielsen    |     |
| 10              | Michael Laudrup  | 82e |
| 11              | Brian Laudrup    | 77e |
| 12              | Søren Colding    |     |
| 18              | Peter Møller     | 58e |
| 21              | Martin Jørgensen |     |
|                 |                  |     |
| Remplaçants :   |                  |     |
| 8               | Per Frandsen     | 82e |
| 14              | Morten Wieghorst | 77e |
| 19              | Ebbe Sand        | 58e |
|                 |                  |     |
| Sélectionneur : |                  |     |
| Bo Johansson    |                  |     |

### Quart de finale

#### Brésil - Danemark
La sélection nordique ouvre le score très tôt, dès la troisième minute par Martin Jorgensen, la sélection de Johansson sera d'ailleurs la première à marquer avant les champions du monde en titre brésiliens dans ce tournoi (la sélection sud américaine avait jusqu'ici toujours ouvert la marque face à son adversaire). Tout le long de la rencontre, les Danois vont se montrer accrocheurs faisant jeu égal avec leur adversaire, en étant même par moments supérieurs. Bebeto égalisera d'un tir croisé de 20 mètres (11e). Rivaldo d'une balle piquée et croisée trompera Peter Schmeichel donnant un avantage à la mi-temps pour la "Séléçao".
En seconde période, Roberto Carlos en voulant écarter le danger dans sa surface de réparation, tente une retournée acrobatique, ce dernier manque son geste, ce qui permet à Brian Laudrup de profiter de la situation et d'égaliser (2-2). C'est une frappe de Rivaldo de 25 mètres qui permettra au Brésil de prendre définitivement l'avantage (59e).
Helveg seul devant Taffarel (78e), et Rieper d'une tête sur la transversale manqueront de peu de remettre leur sélection en selle.
Le Danemark quitte ce mondial 1998 en ayant fourni un match de très haut niveau. Le défenseur brésilien Léonardo dira à la fin de la rencontre : « les Danois pratiquent un beau football, vif, rapide, technique, grâce à eux le spectacle fut vraiment réussi ».
| Match 58                                                    | Brésil                                     | 3 - 2   | Danemark                               | Stade de la Beaujoire, Nantes                      |                                                    |
| 3 juillet 1998 · 21 h 0 (UTC+1) · Historique des rencontres | Bebeto 10e · Rivaldo 25e 59e               | (2 - 1) | 2e Jørgensen · 50e B. Laudrup          | Spectateurs : 35 500 Arbitrage : Gamal Al-Ghandour | Spectateurs : 35 500 Arbitrage : Gamal Al-Ghandour |
| 3 juillet 1998 · 21 h 0 (UTC+1) · Historique des rencontres | Roberto Carlos 11e · Aldair 37e · Cafu 81e | Rapport | 19e Helveg · 39e Colding · 72e Tøfting | Spectateurs : 35 500 Arbitrage : Gamal Al-Ghandour | Spectateurs : 35 500 Arbitrage : Gamal Al-Ghandour |

| Brésil | Danemark |

| BRÉSIL :        |    |                  |     |     |
|                 |    |                  |     |     |
| Gardien de but  | 01 | Cláudio Taffarel |     |     |
|                 | 02 | Cafu             | 81e |     |
|                 | 03 | Aldair           | 37e |     |
|                 | 04 | Júnior Baiano    |     |     |
|                 | 06 | Roberto Carlos   | 11e |     |
|                 | 05 | César Sampaio    |     |     |
|                 | 08 | Dunga            |     |     |
|                 | 10 | Rivaldo          |     | 87e |
|                 | 18 | Leonardo         |     | 71e |
|                 | 20 | Bebeto           |     | 64e |
|                 | 09 | Ronaldo          |     |     |
| Remplacements : |    |                  |     |     |
|                 | 19 | Denílson         |     | 64e |
|                 | 11 | Emerson          |     | 71e |
|                 | 16 | Zé Roberto       |     | 87e |
| Sélectionneur : |    |                  |     |     |
| Mário Zagallo   |    |                  |     |     |

| DANEMARK :      |    |                    |     |        |
|                 |    |                    |     |        |
| Gardien de but  | 01 | Peter Schmeichel   |     |        |
|                 | 12 | Søren Colding      | 39e |        |
|                 | 03 | Marc Rieper        |     |        |
|                 | 04 | Jes Høgh           |     |        |
|                 | 05 | Jan Heintze        |     |        |
|                 | 06 | Thomas Helveg      | 19e | 87e    |
|                 | 07 | Allan Nielsen      |     | 46e MT |
|                 | 21 | Martin Jørgensen   |     |        |
|                 | 10 | Michael Laudrup    |     |        |
|                 | 11 | Brian Laudrup      |     |        |
|                 | 18 | Peter Møller       |     | 66e    |
| Remplaçants :   |    |                    |     |        |
|                 | 15 | Stig Tøfting       | 72e | 46e MT |
|                 | 19 | Ebbe Sand          |     | 66e    |
|                 | 02 | Michael Schjønberg |     | 87e    |
| Sélectionneur : |    |                    |     |        |
| Bo Johansson    |    |                    |     |        |

## Liens Externes
- Equipe du Danemark au mondial 1998 sur fifa.com